# Condado de Llovera
El condado de Llovera es un título nobiliario español creado por el rey Alfonso XIII a favor de Carlos Ignacio Martínez de Campos y Serrano, teniente general, mediante real decreto del 17 de octubre de 1910.

## Condes de Llovera
|                           | Titular                                     | Periodo                   |
| Creación por Alfonso XIII | Creación por Alfonso XIII                   | Creación por Alfonso XIII |
| ------------------------- | ------------------------------------------- | ------------------------- |
| I                         | Carlos Ignacio Martínez de Campos y Serrano | 1910-1975                 |
| II                        | Leopoldo Martínez de Campos y Muñoz         | 1975-1980                 |
| III                       | Leopoldo Martínez de Campos y Carulla       | 1980-hoy                  |

## Historia de los condes de Llovera
- Carlos Ignacio Martínez de Campos y Serrano (Madrid, 6 de octubre de 1887-1975), I conde de Llovera, III duque de la Torre, V conde de San Antonio, teniente militar, Medalla Militar individual, caballero de la Orden de Calatrava.[1]

Casó el 8 de diciembre de 1910, en Madrid, con María Josefa Muñoz y Rocca Tallada. El 25 de octubre de 1976, previa orden del mismo día para que se expida la correspondiente carta de sucesión (BOE del 20 de noviembre), le sucedió, de su primer matrimonio, su hijo:
- Leopoldo Martínez de Campos y Muñoz (Madrid, 24 de julio de 1913-11 de agosto de 2000), II conde de Llovera, IV duque de la Torre, IV conde de Santovenia, embajador de España, Gran Cruz del Mérito Civil.[5]

Casó en primeras nupcias el 16 de enero de 1941, en Madrid, con Mercedes Carulla Rico (n. 1919), y en segundas con María Mille Campos (m. 2016). El 29 de enero de 1980, previa orden del 13 de febrero de 1978 para que se expida la correspondiente carta de sucesión (BOE del 22 de marzo), le sucedió, por distribución, su hijo:
- Leopoldo Martínez de Campos y Carulla (n. Montreal, Canadá, 11 de mayo de 1947), III conde de Llovera, licenciado en Ciencias Económicas por la Universidad de Málaga.[7]

Casó con Blanca Escassi Gil.